# FTAM
FTAM je OSI protokol aplikační vrstvy pro přenos a správu souborů (anglicky File Transfer Access and Management) definovaný ISO standardem ISO 8571.
Cílem FTAM bylo zkombinovat v jednom protokolu přenos souborů (podobný internetovému protokolu FTP) a vzdálený přístup k otevřeným souborům (podobný NFS). Proto definuje výrazně širší funkčnost než běžné protokoly pro přenos souborů, jako je FTP; definuje virtuální souborový systém, ve kterém jsou soubory umístěny ve stromové struktuře, což umožňuje vytváření velmi složitých souborových struktur. Standard popisuje tyto struktury, různé atributy a operace. Protokol FTAM je pro svoji nezávislost na konkrétní implementaci systému souborů vhodný zejména v heterogenních počítačových prostředích.
Protokol FTAM byl nabízen jako softwarový produkt ve specifických funkčních profilech mnoha výrobců, ale jako jiné OSI protokoly se příliš nerozšířil. Jeho použití v oblasti osobních počítačů není běžné a omezuje se především na komerčním sektor.
K většímu nasazení protokolu FTAM došlo v Německu. Obsah některých veřejných FTP serverů byl dostupný i pomocí protokolu FTAM, protokol FTAM se používal pro komunikaci mezi zaměstnavateli a poskytovateli zdravotní péče, a významné bylo použití FTAM v německém bankovním sektoru. Podle dohody o elektronické výměně dat (EDI) (německy DFÜ-Abkommen) se od roku 1995 pro předávání clearingových informací používal přenos zpráv BCS (Banking Communication Standard) přes FTAM. Od roku 2008 se však k tomuto účelu používá protokol EBICS (Electronic Banking Internet Communication Standard) a povinná podpora BCS přes FTAM měla skončit 31. prosince 2010.
RFC 1415 definuje bránu mezi FTP a FTAM, ale v rodině protokolů TCP/IP se více prosadily protokoly jako Server Message Block (SMB), NFS a Andrew File System.